# Ellesmere Port
Koordinaten: 53° 17′ N, 2° 54′ W
Ellesmere Port ist eine Industriestadt im englischen Cheshire. Ellesmere Port liegt bei Liverpool im Süden der Halbinsel Wirral am Südufer der Mündung des River Mersey. Keimzelle der Stadt ist das ehemalige Dorf Netherpool. Die Stadt gehört zur Unitary Authority Cheshire West and Chester. Die Bevölkerungszahl beträgt rund 65.000 (Stand: 2021).

## Geschichte
Der Name Ellesmere Port entstand erst im frühen 19. Jahrhundert. Er wird daher auch im Domesday Book von 1086 nicht erwähnt, im Gegensatz zu einigen heutigen Vorstädten, deren Namen auf alte Siedlungen zurückgehen. 
1795 wurde der erste Teilabschnitt des von William Jessop und Thomas Telford konstruierten Ellesmere-Kanals eröffnet. Dieser schloss beim Dorf Netherpool an den Mersey an und führte über Ellesmere zum Fluss Dee bei Chester. Wie der Name bereits vermuten lässt, entstand die heutige Stadt als Hafen für das weiter landeinwärts gelegene Ellesmere in Shropshire. Nach der Eröffnung des Kanals wurde der Name Netherpool nach und nach durch Port of Ellesmere („Hafen von Ellesmere“) ersetzt, und im frühen 19. Jahrhundert wurde daraus Ellesmere Port.
Der Kanal sollte ursprünglich weiter südwärts bis zum Severn verlängert werden, wurde aber nie vollendet; heute gehört er zum Shropshire Union Canal, der bis Wolverhampton reicht. Das im Jahr 1976 erbaute „National Waterways Museum“ erinnert an die Geschichte des Kanalbaus in der Region.

## Militär
Die Royal Air Force Station Hooton Park, kurz RAF Hooton Park, war ein zuletzt als Militärflugplatz durch die Royal Air Force (RAF) genutzter Flugplatz nordöstlich Ellesmore Ports in der Nähe des Manchester Ship Canals.

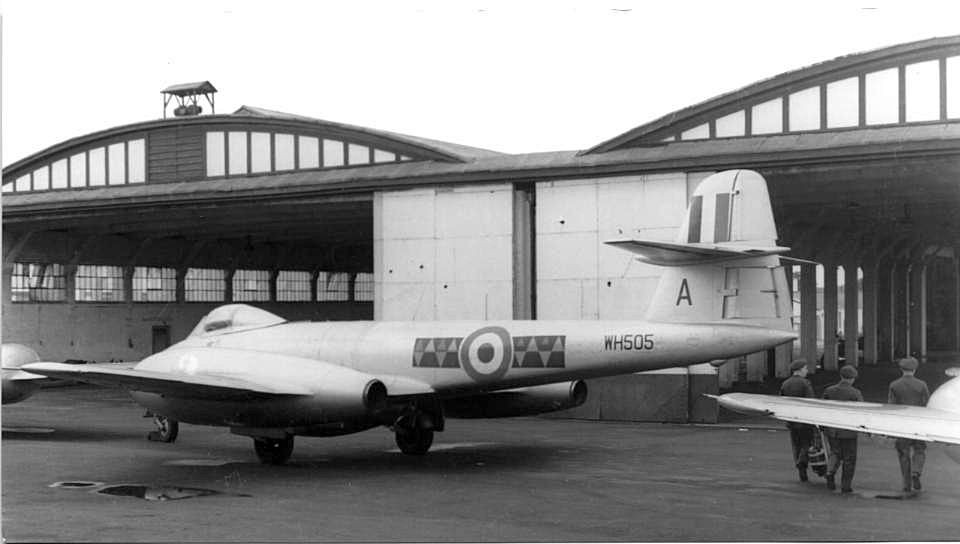
Meteor F8 der 611. Squadron, RAF Hooton Park, 1952

Er entstand während des Ersten Weltkriegs 1917 als Schulflugplatz des Royal Flying Corps und diente Anfang und Mitte der 1930er Jahre neben Liverpool-Speke (heute John Lennon Airport) als einer von zwei Verkehrsflughäfen der Merseyside-Region. Der Flugplatz wurde 1935 Basis von Abfangjägern der Royal Auxiliary Air Force (RAuxAF). Während des Zweiten Weltkriegs befand sich hier eine Flugzeugmontage- und Wartungseinheit und 1941 entstand eine 1800 m lange Beton Start- und Landebahn. Nach Kriegsende diente die Station erneut Staffeln der RAuxAF. In Folge der Auflösung der RAuxAF wurde der Flugplatz Hooton Park 1957 geschlossen.
Vauxhall Motors erwarb 1960 den größten Teil des Geländes und errichtete hier ein Autowerk. Im nördlichen Bereich existieren demgegenüber noch Reste des Flugplatzes. Hierzu gehören Teile der Flugbetriebsflächen und drei Hangars noch aus der Zeit des Ersten Weltkriegs.

## Wirtschaft
In Ellesmere Port haben mehrere Großunternehmen Produktionsstandorte. 
Essar Energy betreibt eine Raffinerie in Stanlow und das Chemie-Unternehmen ICI ein Werk. Der Auto-Herstellers Vauxhall (Opel) eröffnete 1962 seine Produktion, baut dort (2017) den Astra und beschäftigt rund 1600 Mitarbeiter.
Das deutsche Unternehmen Progroup, einer der größten Wellpappenhersteller Europas, betreibt seit 2009 in Ellesmere Port einen Standort mit zwei Wellpappenanlagen. Die neuere Anlage, die 2019 eingeweiht wurde, besitzt eine Jahresproduktionskapazität von 235.000 Tonnen Wellpappe.

## Freizeit
An bedeutenden Freizeitstätten sind zu nennen: Das „Nationalmuseum für Wasserwege“ mit täglichen Bootsfahrten auf dem Shropshire Union Canal, das Aquarium „Blue Planet“, das 1995 eröffnete und mit 145 Geschäften auf über 25.000 m² größte englische Designer-Outlet-Zentrum „Cheshire Oaks“ nebst angeschlossenem Freizeitzentrum „Coliseum“ sowie ein Flohmarkt im zentralen Einkaufszentrum.

## Verkehr
Ellesmere Port ist über die Autobahnen M 53 und M 56 zu erreichen. Ein Zweig der Wirral Line des S-Bahn-ähnlichen Merseyrail-Systems verbindet die Stadt halbstündlich mit Birkenhead und Liverpool. Vom Bahnhof ist mit täglich vier Verbindungen auch Helsby an der Hauptstrecke Chester-Manchester erreichbar.
Lokale Buslinien führen u. a. nach Chester, Liverpool und in das nordwalisische County Flintshire. Neben dem Shropshire Union Canal ist die Stadt auch an den Manchester Ship Canal angebunden. Im Ortsteil Hooton befand sich von 1917 bis 1957/1962 ein Flughafen, der auch für militärische Zwecke genutzt wurde.

## Partnerstadt
Deutsche Partnerstadt ist seit 1966 die baden-württembergische Großstadt Reutlingen.

## Persönlichkeiten
Aus Ellesmere Port stammt die Schriftstellerin Lillian Beckwith (1916–2004), außerdem die Fußballspieler Joe Mercer (1914–1990), nach dem auch eine Straße in der Stadt benannt ist, Stan Cullis (1916–2001) und Ralph Gubbins (1932–2011).
In der Stadt lebt der Sänger Lee Latchford-Evans (* 1975). Der britische stellvertretende Premierminister John Prescott ging auf die Grange Secondary Modern School von Ellesmere Port, stammt aber ursprünglich nicht aus der Stadt.